# Nhóm ngôn ngữ Tạng
Nhóm ngôn ngữ Tạng (chữ Tạng: བོད་སྐད།) là một nhóm ngôn ngữ Hán-Tạng, bắt nguồn từ tiếng Tạng cổ, hiện diện trên một vùng rộng lớn giáp với tiểu lục địa Ấn Độ, gồm cao nguyên Thanh Tạng cũng như vùng núi Himalaya ở Baltistan, Ladakh, Nepal, Sikkim, Bhutan và Arunachal Pradesh. Tiếng Tạng cổ điển là ngôn ngữ văn học chính trong vùng.
Tiếng Trung Tạng (tại Ü-Tsang, gồm Lhasa), tiếng Tạng Kham, và tiếng Tạng Amdo thường được xem là "phương ngữ" của một ngôn ngữ duy nhất, một phần là vì chúng có chung một nền văn học, còn tiếng Dzongkha, tiếng Sikkim, tiếng Sherpa, và tiếng Ladakh thường được nhìn nhận là những ngôn ngữ riêng biệt.
Các ngôn ngữ Tạng là ngôn ngữ của hơn 6 triệu người. Với sự lan rộng của Phật giáo Tây Tạng, ngôn ngữ Tạng được phổ biến ở nhiều nơi và hiện diện trong nhiều văn bản Phật giáo. Ngoài vùng Lhasa, tiếng Tạng Lhasa được nói bởi 200.000 người nữa-họ là người di dân đến Ấn Độ cùng vài quốc gia khác. Các ngôn ngữ Tạng là ngôn ngữ thứ nhất-thứ hai của các dân tộc thiểu số tại Tây Tạng.
Tiếng Tạng cổ điển không phải ngôn ngữ thanh điệu, nhưng tiếng Trung Tạng và Tạng Kham đã phát triển một hệ thống thanh điệu. Tiếng Tạng Amdo và nhóm Ladakh-Balti không có thanh.

## Phân loại
Tournadre (2005, 2008)
Tournadre (2005) phân loại nhóm ngôn ngữ Tạng như sau:
- Trung Tạng
cơ sở cho tiếng Tạng chuẩn
- Tạng Kham
- Tạng Amdo
- Dzongkha–Lhokä
Tiếng Dzongkha, Sikkim, Lakha, Naapa, phương ngữ Laya, Chocangaca, Brokkat, Brokpa và có thể Groma
- Ladakh–Balti
Ladakh, Burig, Zangskari, Balti
- Lahul–Spiti
- Kyirong–Kagate
- Sherpa–Jirel
Sherpa, Jirel

Những ngôn ngữ khác (Thewo-Chone, Zhongu, Khalong, Dongwang, Gserpa, Zitsadegu, Drugchu, Baima) không có đủ thông tin để có thể phân loại chính xác.
Tournadre (2013) thêm tiếng Tseku và Khamba vào nhóm Kham, và gộp tiếng Thewo-Chone, Zhongu, Baima thành nhóm đông Tạng.
Bradley (1997)
Theo Bradley, nhóm ngôn ngữ Tạng có cấu tạo như sau:
- Tạng cổ miền Tây (phi thanh điệu), gồm Ladakh, Balti và Burig
- Tạng Amdo (gồm Thewo-Chone) (phi thanh điệu)
- Tạng Kham (thanh điệu)
- Tạng mới miền Tây (Lahul–Spiti) (hơi có tính thanh điệu)
- Trung Tạng (hơi có tính thanh điệu)
- Tạng miền Bắc (hơi có tính thanh điệu)
- Tạng miền Nam (hơi có tính thanh điệu)
Groma, Sikkim, Sherpa, Jirel, và nhiều ngôn ngữ khác tại Bhutan:
Dzongkha, Brokkat, Brokpa, Chocangaca, Lakha, Laya, Lunana.